# Deriva polar

La deriva del Polo Norte Magnético

La deriva polar es un fenómeno geológico causado por variaciones en el flujo de hierro fundido en el núcleo externo de la Tierra, lo que resulta en cambios en la orientación de su campo magnético y, por lo tanto, en la posición de los polos norte y sur magnéticos.
El polo norte magnético está a aproximadamente 965 km del polo norte geográfico. El polo se desplaza considerablemente cada día, lo que produce un cambio de entre 5 y 60 km al año. La velocidad del cambio fue de alrededor de 10 km/año durante la mayor parte del siglo XX, luego aumentó en la década de 1990 a más de 50 km/año, pero se desaceleró ligeramente después de 2020.
El polo sur magnético está cambiando constantemente debido a los cambios en el campo magnético de la Tierra. En 2005, se calculó que estaría ubicado en 64°31′48″S 137°51′36″E / -64.53000, 137.86000, costa afuera de la Antártida Oriental, entre la tierra de Adelia y la tierra de Wilkes.
En 2015, se estimaba que se encontraba en 64°17′S 136°35′E / -64.28, 136.59, Ese punto se encuentra fuera del círculo polar antártico y se mueve hacia el noroeste a unos 10 a 15 km por año. Su distancia actual desde el polo sur geográfico real es de aproximadamente 2860 km. La estación científica permanente más cercana es la Estación Dumont d'Urville. La tierra de Wilkes contiene una gran concentración de masa gravitacional.
 

## Posiciones de los polos magnéticos
|  | Polo norte magnético 1900: 70°30′N 96°12′O / 70.5, -96.2 1905: 70°42′N 96°30′O / 70.7, -96.5 1910: 70°48′N 96°42′O / 70.8, -96.7 1915: 71°00′N 97°00′O / 71.0, -97.0 1920: 71°18′N 97°24′O / 71.3, -97.4 1925: 71°48′N 98°00′O / 71.8, -98.0 1930: 72°18′N 98°42′O / 72.3, -98.7 1935: 72°48′N 99°18′O / 72.8, -99.3 1940: 73°18′N 99°54′O / 73.3, -99.9 1945: 73°54′N 100°12′O / 73.9, -100.2 1950: 74°36′N 100°54′O / 74.6, -100.9 1955: 75°12′N 101°24′O / 75.2, -101.4 1960: 75°18′N 101°00′O / 75.3, -101.0 1965: 75°36′N 101°18′O / 75.6, -101.3 1970: 75°54′N 101°00′O / 75.9, -101.0 1975: 76°12′N 100°36′O / 76.2, -100.6 1980: 76°54′N 101°42′O / 76.9, -101.7 1985: 77°24′N 102°36′O / 77.4, -102.6 1990: 78°06′N 103°42′O / 78.1, -103.7 1995: 79°00′N 105°18′O / 79.0, -105.3 2000: 81°00′N 109°36′O / 81.0, -109.6 2005: 83°12′N 118°12′O / 83.2, -118.2 2010: 85°00′N 132°48′O / 85.0, -132.8 2011: 85°24′N 137°24′O / 85.4, -137.4 2012: 85°42′N 142°30′O / 85.7, -142.5 2013: 85°54′N 148°00′O / 85.9, -148.0 2014: 86°06′N 153°54′O / 86.1, -153.9 2015: 86°18′N 160°00′O / 86.3, -160.0 2016: 86°24′N 166°18′O / 86.4, -166.3 2017: 86°30′N 172°36′O / 86.5, -172.6 2018: 86°30′N 178°48′O / 86.5, -178.8 2019: 86°24′N 175°18′E / 86.4, 175.3 2020: 86°24′N 169°48′E / 86.4, 169.8 | Polo sur magnético 1998: 64°36′S 138°30′E / -64.6, 138.5 2004: 63°30′S 138°00′E / -63.5, 138.0 (estimado) 2007: 64°29′49″S 137°41′02″E / -64.497, 137.684 2015: 64°17′S 136°35′E / -64.28, 136.59 |